# نبرد حدیده
نبرد حدیده (عربی: معركة الحديدة)، با اسم رمز عملیات پیروزی طلایی، حمله بزرگ ائتلاف به رهبری عربستان سعودی، به شهر بندری حدیده در یمن بود. این نبرد توسط امارات متحده عربی و عربستان سعودی هدایت شد و به عنوان بزرگ‌ترین نبرد، از زمان آغاز مداخله عربستان سعودی در یمن در سال ۲۰۱۵، به‌شمار می‌رود.

## انهدام ناو اماراتی
در ۱۴ ژوئن نیروی دریایی و گارد ساحلی انصارالله یمن در بیانیه ای، از هدف قراردادن دو ناو جنگی اماراتی که در حال پیشروی به سمت ساحل جنوبی بندر حدیده با هدف پیاده کردن نیروهای نظامی بودند، توسط موشک‌های ساحلی خبر داد. این بیانیه اعلام کرد که یکی از دو ناو توسط دو موشک ساحلی به‌طور کامل منهدم شده و ناو دیگر نیز به سمت جزیره زقر در دریای سرخ اقدام به فرار نمود. همچنین محمدعلی حوثی رئیس کمیتهٔ عالی انقلابی یمن در چندین توئیت انهدام ناو اماراتی را تأیید نمود و از کشته و زخمی شدن تعدادی از نیروهای ائتلاف عربی که در این ناو حضور داشتند، خبر داد.

## حملات هوایی

### بیمارستان ثوره و بازار ماهی
- در روز دوشنبه ۲۸ خرداد ۱۳۹۷ شدیدترین حملات هوایی ائتلاف به رهبری عربستان سعودی بر روی شهر حدیده از جمله بیمارستان ثوره و مواضع نیروهای حوثی در فرودگاه بندر حدیده که تلاش دارند این فرودگاه را حفظ کنند، ادامه داشت.[۵۰] حمله مستقیم جنگنده‌ها به اتاق عمل «بیمارستان الثورة» در بندر حدیده یکی از اقدامات ائتلاف عربی در این روز بود. وزارت بهداشت یمن این حمله را «جنایات جنگی تمام عیار» و «نادیده گرفتن همه قوانین و مقررات بین‌المللی که به ممنوعیت هدف قراردادن مراکز بهداشتی و واحدهای اورژانس اشاره دارد» خواند.[۵۱] نیروهای حوثی در حدیده تلاش دارند با بستن راه‌های اصلی این بندر به صنعا از ورود نیروهای نظامی ائتلاف به پایتخت جلوگیری کنند.[۵۰]
- در روز پنج شنبه ۲ اوت ۲۰۱۸ جنگنده‌های ائتلاف سعودی-اماراتی بخش ورودی بیمارستان «ثوره» و بازار ماهی بندر حدیده را هدف حمله هوایی و بمباران قرار دادند.[۵۲] ویگاه المسیره متعلق به حوثی‌ها تعداد کشتگان را ۵۵ نفر که در میان آن‌ها تعدادی زن و کودک هم دیده می‌شود، اعلام کرده است. این منبع همچنین از زخمی شدن ۱۲۴ نفر در این حملات خبر داده است.[۵۳] صلیب سرخ ضمن تأیید این تعداد کشته، می‌گوید در این حادثه ۱۷۰ نفر مجروح شده‌اند.[۵۴] در واکنش به این حمله سازمان ملل متحد حمله به بیمارستان شهر حدیده را «بهت‌آور» خواند.[۵۴]

## تأثیر بر اوضاع انسانی
خبرگزاری رویترز در روز ۱۶ ژوئن گزارش داد که این نبرد منجر به بسته شدن ورودی شمال شهر حدیده که به صنعا منتهی می‌شود، گشته است. این مسئله باعث مسدودشدن خروجی اصلی شهر و جلوگیری از انتقال کالا از بزرگ‌ترین بندر کشور به مناطق کوهستانی شده است.